# Werner Tiki Küstenmacher
Werner Tiki Küstenmacher (* 1953 a Múnic) és un rector alemany de l'Església luterana evangèlica a Baviera en l'oficina d'honor i des de 1993, autor i caricaturista autònom.
Küstenmacher ha estat actiu com a ponent des del 2003 i il·lustra les seves conferències amb caricatures, algunes d'elles traçades en directe. És un dels 100 tertulians més demanats a Alemanya.

## Obres (selecció)
- Himmlische Bilderbögen - über Gottes Bodenpersonal. Claudius, München 1982, ISBN 3-532-62002-2.
- Ach du lieber Himmel. Spritzige Bilderbögen über Gott und die Welt. Claudius, München 1983, ISBN 3-532-62016-2.
- Geistliche Höhenflüge. Der himmlischen Bilderbögen dritter Teil. Claudius, München 1986, ISBN 3-532-62041-3.
- Ewige Jagdgründe. Himmlisch weltliche Bilderbögen No. 4. Claudius, München 1988, ISBN 3-532-62075-8.
- Die fromme Geisterbahn. Der Himmlischen Bilderbögen 5. Teil. Claudius, München 1992, ISBN 3-532-62138-X.
- Ich lese die Bibel, weil ... : sechzig Gründe für das Buch der Bücher. Claudius, München 1992, ISBN 3-532-62131-2.
- Das himmlische Trallala. Ein pfiffiger Streifzug durch die Gefilde der Kirchenmusik. Claudius, München 1994, ISBN 3-532-62179-7.
- Das versenkte Kirchenschiff. Feuchtfröhliche Bilderbögen über Gottes Leichtmatrosen. Claudius, München 1996, ISBN 3-532-62236-X.
- Chris, die Kerze und die Geschichte von Ostern. Pattloch, Augsburg 1997, ISBN 3-629-00262-5.
- Reisen zum Mond: Vorbereitung, Anreise, Leben auf dem Mond. Koval Reiseführer, Unterfischach 1997, ISBN 3-931464-15-6.
- Was bedeutet dieser Fisch? R. Brockhaus Taschenbuch, Wuppertal 1998, ISBN 3-417-20556-5.
- simplify your life. Campus Verlag, Frankfurt am Main 2001, ISBN 3-593-37441-2.
- Kirchicolor. Bunte Bilderbögen gegen den grauen Alltag. Claudius, München 2002, ISBN 3-532-62277-7.
- Wer wird Biblionär? Ein spannendes Quiz rund um das Buch der Bücher. Tikis 8. Bibel-Bilder-Rate-Buch. Claudius, München 2008, ISBN 978-3-532-62377-0.
- JesusLuxus - Die Kunst wahrhaft verschwenderischen Lebens. 3. Auflage. Kösel-Verlag, München 2009, ISBN 978-3-466-36801-3.
- biblify your life - Erfüllter und bewusster leben. Pattloch, Augsburg 2009, ISBN 978-3-629-02222-6.
- zus. mit Marion Küstenmacher, Tilmann Haberer: Gott 9.0: Wohin unsere Gesellschaft spirituell wachsen wird. Gütersloher Verlagshaus, 2010, ISBN 978-3-579-06546-5.
- Du hast es in der Hand! Fünf einfache Rituale für ein glücklicheres Leben. Gräfe und Unzer, München 2012, ISBN 978-3-8338-2605-4. (Mit farbigen Illustrationen des Autors)
- Limbi: Der Weg zum Glück führt durchs Gehirn., Campus, Frankfurt 2014, ISBN 978-3-5933-9223-3.